# Martin Jol
Pour les articles homonymes, voir Jol.
Maarten Cornelis Jol, dit Martin Jol est un entraîneur néerlandais de football né le 16 janvier 1956 à La Haye.

## Biographie

### Joueur
Sa carrière de joueur au poste de milieu de terrain commença avec ADO La Haye, avec qui il remporta la coupe KNVB en 1975, avant de signer pour le Bayern de Munich en 1977. Il joua pour l'équipe nationale pour la première fois lorsqu'il jouait pour le FC Twente. Il joua quelque temps en Angleterre pour West Bromwich Albion et Coventry City, avant de terminer sa carrière avec ADO La Haye. Jol a joué plus de 400 matchs en club et a connu trois sélections en équipe nationale.

### Entraîneur
Jol entama sa carrière d'entraîneur en 1991 avec son ancien club ADO La Haye. En quatre saisons il conduisit le club de la 3e division à la première division. Ensuite il prit les rênes de Scheveningen pour une saison, remportant le Hoofdklasse, la 3e division des Pays-Bas. En 1996 il prit en charge le Roda JC, remportant la Coupe des Pays-Bas, le premier trophée du club de Kerkrade depuis 30 ans. Entre 1998 et 2004 il fut entraîneur du RKC Waalwijk, un des plus petits clubs de la Eredivisie. 
En 2004 Jol fut choisi par Frank Arnesen, directeur de football de Tottenham Hotspur, pour être l'entraîneur adjoint de Jacques Santini ; mais celui-ci quitta le club après 17 matchs. Jol fut alors nommé manager général du club. À l'issue de sa première saison (2004-5) à White Hart Lane, les Spurs finirent 9e du classement final, soit le meilleur placement du club depuis 1996. Lors de la 2e saison, il haussa le club à la 5e position de la Premier League. En parallèle, son frère Cock devint recruteur pour le club de Tottenham. Mais le 26 octobre 2007, Jol fut démis de ses fonctions de manager du club à l'issue de la défaite des Spurs face à Getafe en Coupe de l'UEFA.
Le 14 mai 2008, il est nommé entraîneur du Hambourg SV pour la saison 2008-2009. Le club termine à la 5e place du championnat et atteint les demi-finales de la coupe d'Allemagne et de la coupe UEFA.
Le 26 mai 2009, Maarten Jol est nommé entraîneur du club néerlandais de l'Ajax Amsterdam pour trois saisons. Il démissionne le 6 décembre 2010 et est immédiatement pressenti pour prendre la succession de Chris Hughton à Newcastle United.
Le 7 juin 2011, il est nommé entraîneur de Fulham en remplacement de Mark Hughes. Mais les deux saisons de Jol à la tête du club londonien sont très mitigées avec une 9e puis 12e place en championnat pour un club qui fut finaliste de la Ligue Europa en 2010 et avec ambition de jouer l'Europe. Le 1er décembre 2013, Martin Jol est limogé par le propriétaire du club Shahid Khan pour mauvais résultats.

### Palmarès entraineur
- Champion d'Égypte : 2016